# Kozje
Kozje je naselje i središte istoimene općine u istočnoj Sloveniji. Kozje se nalazi u pokrajini Štajerskoj i statističkoj regiji Savinjskoj. 

## Stanovištvo
Prema popisu stanovništva iz 2002. godine Kozje je imao 738 stanovnika.

## Vanjske poveznice
- Plan i karta naselja  Arhivirana inačica izvorne stranice od 29. srpnja 2017. (Wayback Machine)